# Zalutschia humphresiae
Zalutschia humphresiae är en tvåvingeart som beskrevs av Herndon Glenn Dowling, Jr. 1980. Zalutschia humphresiae ingår i släktet Zalutschia och familjen fjädermyggor. Inga underarter finns listade i Catalogue of Life.